# Козлово (Новосибирская область)
Козлово — деревня в Коченёвском районе Новосибирской области России. Входит в состав Целинного сельсовета. 

## География
Площадь деревни — 108 гектаров.

## Население
| 2002 | 2007 | 2010 |
| ---- | ---- | ---- |
| 253  | ↘244 | ↘163 |

## Инфраструктура
В деревне по данным на 2007 год функционирует 1 учреждение здравоохранения и 1 учреждение образования.